# Вісла (Плоцьк)
Ві́сла Плоцьк (пол. Wisła Płock) — професіональний польський футбольний клуб з міста Плоцьк.

## Історія
Колишні назви:
- 1947: Електричносць Плоцьк (пол. Elektryczność Płock)
- 1950: ЗС Огніво Плоцьк (пол. ZS [Zrzeszenie Sportowe] Ogniwo Płock)
- 1955: ЗС Спарта Плоцьк (пол. ZS Sparta Płock)
- 1955: ПКС Вісла Плоцьк (пол. PKS [Płocki Klub Sportowy] Wisła Płock)
- 1963: ЗКС Вісла Плоцьк (пол. ZKS [Zakładowy Klub Sportowy] Wisła Płock)
- 1.01.1992: ЗКС Петрохемія Плоцьк (пол. ZKS Petrochemia Płock)
- 1.07.1999: КС Петро Плоцьк (пол. KS [Klub Sportowy] Petro Płock)
- 27.06.2000: Орлен Плоцьк (пол. Orlen Płock)
- 7.06.2002: ЗКС Вісла Плоцьк (пол. ZKS Wisła Płock)
- 200?: Вісла Плоцьк ССА (пол. Wisła Płock SSA [Sportowa Spółka Akcyjna])
- 14.02.2006: Вісла Плоцьк СА (пол. Wisła Płock SA [Spółka Akcyjna])

У 1947 році був організований клуб, який отримав назву «„Електричносць“ Плоцьк». У 1950 році клуб перейменовано на «Огніво Плоцьк». Весною 1955 року змінив назву «Спарта Плоцьк», а восени того ж року отримав свою сучасну назву «Вісла Плоцьк». У 1963 році до клубу прийшов спонсор — нафтохімічна компанія, який дотепер опікується командою. 1 січня 1955 року клуб змінив назву на «Петрохемія Плоцьк», а у 1994 році вперше дебютувала у І лізі. Дебют видався невдалим — команда понизилися у класі, але після двох років відсутності у сезоні 1997-98 знову виступала у найвищій лізі і так як попередньо не змогла утриматися в ній. Наступного разу команда вже два сезони 1999/2000 і 2000/2001 провела у І лізі. Клуб називався тоді «Петро Плоцьк» і «Орлен Плоцьк». У 2002 році повернено історичну назву «Вісла Плоцьк» і команда знову здобула путівку до найвищої ліги, у якій виступала до 2007 року. У червні 2003 року дійшла до фіналу Кубка, де поступилася краківській «Віслі». Так як «Вісла Краків» стала також чемпіоном, то плоцька «Вісла» отримала можливість вперше стартувати в європейських турнірах. У 2006 році клуб здобув свій перший Кубок і Суперкубок.

## Титули та досягнення
- Чемпіонат Польщі:
  - 4 місце (1): 2004/2005
- Кубок Польщі:
  - володар (1): 2005/2006
  - фіналіст (1): 2002/2003
- Суперкубок Польщі:
  - володар (1): 2006

Участь у євротурнірах:
- [[Файл:|16px]] Кубок УЄФА/Ліга УЄФА:
  - 2 кваліфікаційний раунд: 2005/2006, 2006/2007
  - 1 кваліфікаційний раунд: 2003/2004

## Склад команди
Станом на 18 січня 2019
| №  | Поз. | Нац.      | Гравець                                      |
| -- | ---- | --------- | -------------------------------------------- |
| 2  | ЗХ   | Польща    | Марцин Варчолок                              |
| 3  | ЗХ   | Австралія | Джейк Макгінг                                |
| 4  | ПЗ   | Польща    | Аріель Борисюк орендований у Лехії (Гданськ) |
| 5  | ЗХ   | Польща    | Бартоломей Сєлевський капітан                |
| 6  | ПЗ   | Польща    | Дам'ян Расак                                 |
| 8  | ПЗ   | Польща    | Домінік Фурман                               |
| 9  | ПЗ   | Польща    | Матеуш Швох                                  |
| 10 | ПЗ   | Грузія    | Гіоргі Мерабішвілі                           |
| 14 | ЗХ   | Польща    | Адам Дзвигала                                |
| 16 | НП   | Польща    | Оскар Завада                                 |
| 18 | ЗХ   | Польща    | Алан Уриґа                                   |
| 19 | НП   | Польща    | Кароль Ангельський                           |
| 20 | ЗХ   | Польща    | Чезари Стефанчик                             |

| №  | Поз. | Нац.                 | Гравець                                |
| -- | ---- | -------------------- | -------------------------------------- |
| 21 | НП   | Бразилія             | Рікардіньо                             |
| 22 | ЗХ   | Польща               | Кристіан Міс                           |
| 23 | ПЗ   | Боснія і Герцеговина | Семир Штилич                           |
| 24 | ЗХ   | Іспанія              | Анхель Гарсія                          |
| 26 | ЗХ   | Польща               | Ігор Ласицький орендований у «Наполі»  |
| 27 | ПЗ   | Сербія               | Ален Стеванович                        |
| 28 | ВР   | Польща               | Бартоломей Градецький                  |
| 29 | ПЗ   | Польща               | Ріккардо Грим                          |
| 30 | ВР   | Німеччина            | Томас Дагне                            |
| 31 | ВР   | Польща               | Бартоломей Зинел                       |
| 50 | ПЗ   | Литва                | Юстінас Маразас орендований у «Тракая» |
| 87 | ВР   | Польща               | Марсель Запитовський                   |
| 95 | ЗХ   | Польща               | Патрик Степінський                     |
| 96 | ПЗ   | Польща               | Якуб Луковський                        |

### В оренді
| №  | Поз. | Нац.   | Гравець                                    |
| -- | ---- | ------ | ------------------------------------------ |
| 97 | ЗХ   | Польща | Давид Кеплін в оренді у «Погоні» (Седльце) |

## Відомі гравці
- Віталій Гемега
- Роман Григорчук
- Ніко Варела
- Карлітуш